# Tipula (Acutipula) globicauda
Tipula (Acutipula) globicauda is een tweevleugelige uit de familie langpootmuggen (Tipulidae). De soort komt voor in het Afrotropisch gebied.